# (4880) Tovstonogov
(4880) Tovstonogov – planetoida z pasa głównego asteroid okrążająca Słońce w ciągu 4,37 lat w średniej odległości 2,67 j.a. Odkryła ją Ludmiła Czernych 14 października 1975 roku w Krymskim Obserwatorium Astrofizycznym w Naucznym. Nazwa planetoidy upamiętnia Gieorgija Towstonogowa (1913–1989) – radzieckiego producenta teatralnego, pisarza i krytyka sztuki.